# Murdannia semifoliata
Murdannia semifoliata är en himmelsblomsväxtart som först beskrevs av Charles Baron Clarke och Spencer Le Marchant Moore, och fick sitt nu gällande namn av Gerhard Brückner. Murdannia semifoliata ingår i släktet Murdannia och familjen himmelsblomsväxter. Inga underarter finns listade.